# Queaux
Queaux ist eine französische Gemeinde mit 570 Einwohnern (Stand 1. Januar 2022) im Département Vienne in der Region Nouvelle-Aquitaine. Sie gehört zum Arrondissement Montmorillon und zum Gemeindeverband Vienne et Gartempe.

## Geografie
Die Gemeinde Queaux liegt etwa 40 Kilometer südöstlich von Poitiers und 40 Kilometer nordwestlich von  Bellac. Die östliche Gemeindegrenze von Queaux bildet der Fluss Vienne. Nachbargemeinden von Queaux sind Gouex im Norden, Persac im Osten, Moussac im Südosten, L’Isle-Jourdain im Süden, Usson-du-Poitou im Südwesten sowie Bouresse im Nordwesten.
Zur Gemeinde Queaux gehören die Ortsteile La Pommeraie, Puirajoux, Chez Renard, Peussot, La Roche, La Papinière, Chamousseau, Préau, Château Gaillard  und Le Chaussat.

## Bevölkerungsentwicklung
| Jahr      | 1962 | 1968 | 1975 | 1982 | 1990 | 1999 | 2006 | 2013 | 2021 |
| Einwohner | 1125 | 1014 | 880  | 710  | 603  | 600  | 600  | 504  | 546  |

Im Jahr 1886 wurde mit 1766 Bewohnern die bisher höchste Einwohnerzahl ermittelt. Die Zahlen basieren auf den Daten von cassini.ehess und INSEE.

## Sehenswürdigkeiten
- Kirche St. Martin mit gotischem Portal und romanischem Glockenturm
- ein Hosianna-Kreuz
- vier Schlösser:
  - Château des Corbeliers
  - Château de Fougeret aus dem 15. und 16. Jahrhundert, Monument historique[3]
  - teilweise zerstörtes Château de la Messelière aus dem 15. Jahrhundert, Monument historique[4]
  - Château des Sablonnières

Siehe auch: Liste der Monuments historiques in Queaux

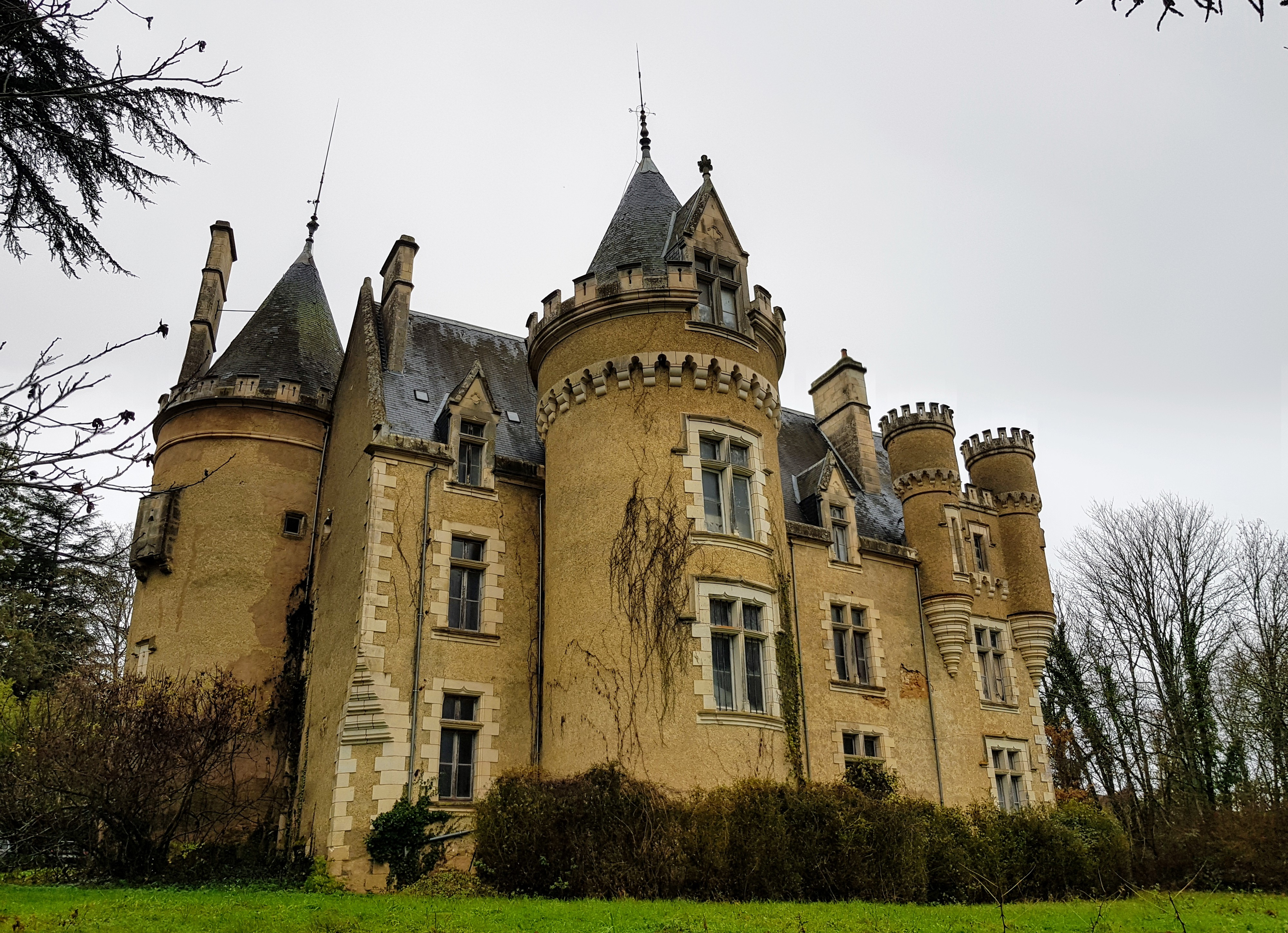
Château de Fougeret
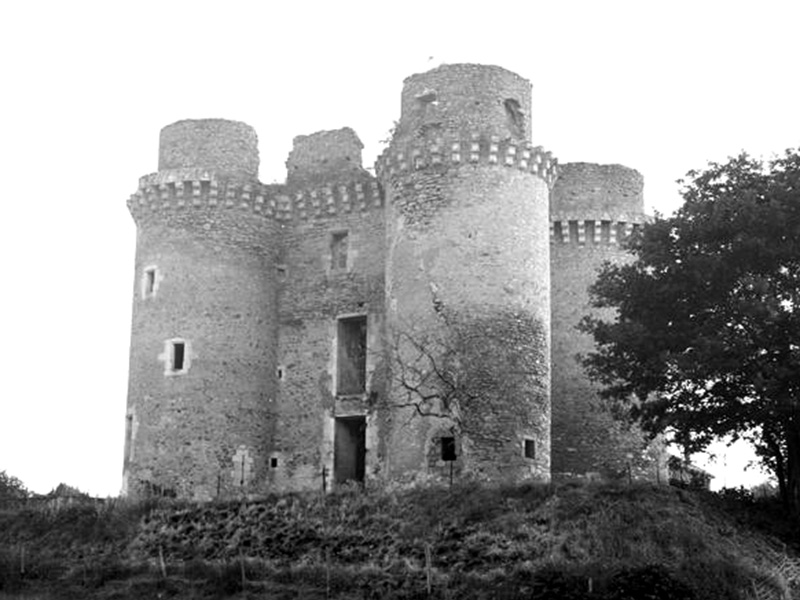
Château de la Messelière

## Wirtschaft und Infrastruktur
Queaux ist ländlich geprägt. In der Gemeinde sind 16 Landwirtschaftsbetriebe (Getreide- und Gemüseanbau, Pferdezucht) ansässig.
Die Gemeinde Quatre-Champs liegt abseits der überregionalen Verkehrsströme. Im neun Kilometer nördlich gelegenen Mazerolles besteht Anschluss an die Fernstraße RN 147 von Poitiers nach Limoges. Der nächste Verkehrsknotenpunkt ist die 40 Kilometer entfernte Stadt Poitiers.

## Belege
1. ↑  Queaux auf cassini.ehess
2. ↑  Queaux auf INSEE
3. ↑  Eintrag in der Base Mérimée des Kulturministeriums. Abgerufen am 24. März 2015 (französisch).
4. ↑  Eintrag in der Base Mérimée des Kulturministeriums. Abgerufen am 24. März 2015 (französisch).
5. ↑  Landwirtschaftsbetriebe auf annuaire-mairie.fr (französisch)